# Vågsholmane
Vågsholmane est une île norvégienne du comté de Hordaland appartenant administrativement à Bergen.

## Description
Rocheuse et couverte d'arbres, elle s'étend sur environ 57 m de long pour une largeur approximative de 49 m.